# شهرستان اوجار

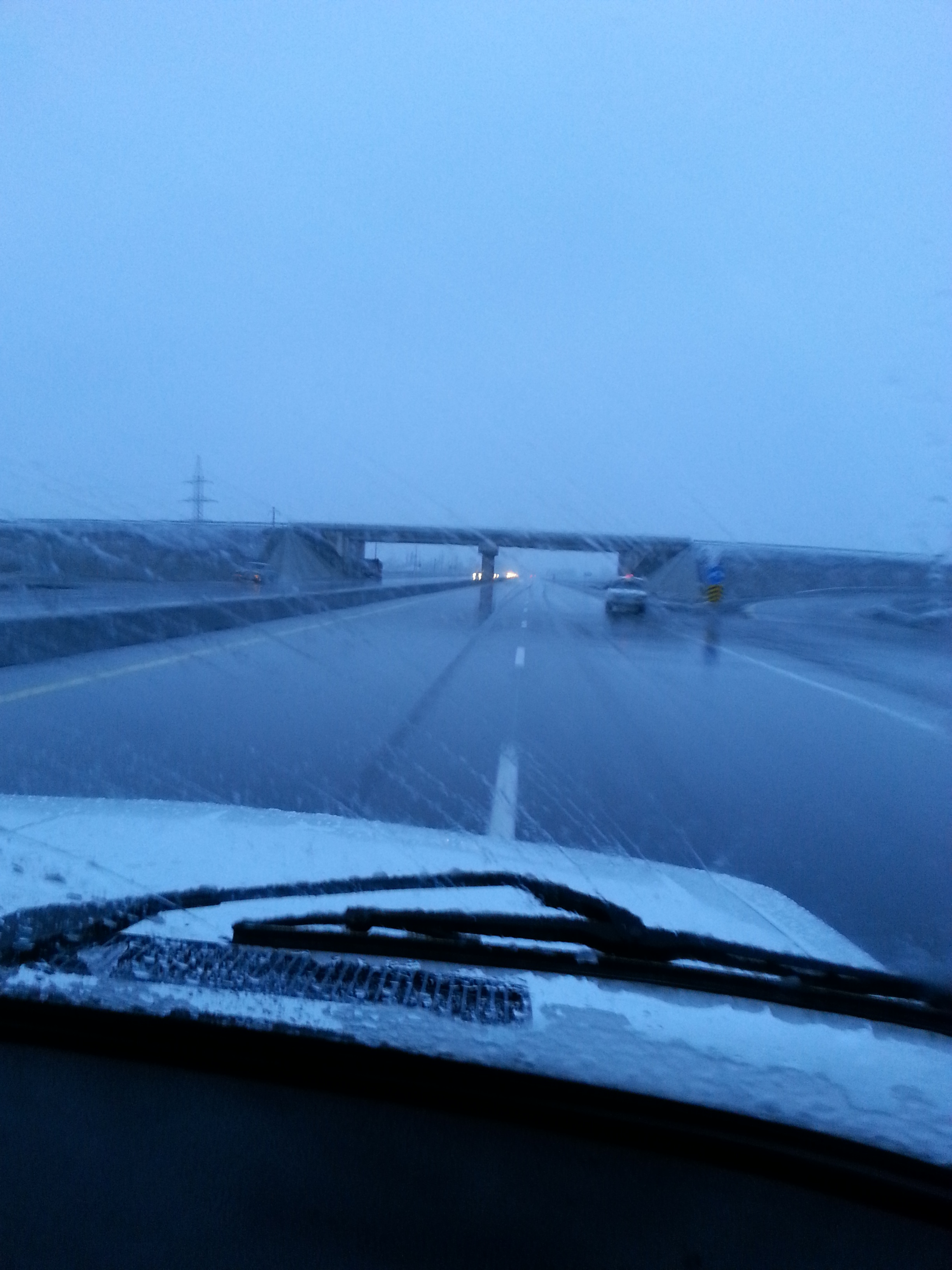
جاده برفی در اوجار

اوجار (به لاتین:Ucar) نام بخشی است در مرکز جمهوری آذربایجان. خط لوله باکو-تفلیس-جیحان از این بخش و از جنوب دشت شیروان گذر می‌کند. اوجار شامل ۳۲ روستا و ۱ شهر است. جمعیت این بخش بالغ بر ۷۰٬۰۰۰ نفر است.